# Tony Gregory (cầu thủ bóng đá)
Anthony Charles Gregory (sinh ngày 16 tháng 5 năm 1937) là một cựu cầu thủ bóng đá, huấn luyện viên bóng đá người Anh. Ông thi đấu ở vị trí wing half và tiền vệ chạy cánh. Trong suốt sự nghiệp ông thi đấu cho Vauxhall Motors, Luton Town, Watford, Bexley United, Bedford Town, Hastings United và Dover. Ông cũng là cầu thủ-huấn luyện viên cho Hamilton Steelers và Barnet, và cầu thủ-quản lý cho Stevenage Town and Wolverton.
Trong suốt sự nghiệp, Gregory đại diện câu lạc bộ ở cấp độ trẻ, thất bại trước Luton ở Chung kết Cúp FA 1959, và giúp Watford lên hạng mùa giải 1959–60.